# Duške
Duške este un sat din municipiul Podgorica, Muntenegru. Conform datelor de la recensământul din 2003, localitatea are 72 de locuitori (la recensământul din 1991 erau 119 locuitori).

## Demografie
În satul Duške locuiesc 57 de persoane adulte, iar vârsta medie a populației este de 45,7 de ani (44,1 la bărbați și 47,2 la femei). În localitate sunt 26 de gospodării, iar numărul mediu de membri în gospodărie este de 2,77.
Populația localității este foarte eterogenă.
|  |

| Demografie | Demografie | Demografie |
| An         | Locuitori  | Locuitori  |
| ---------- | ---------- | ---------- |
|            |            |            |
|            |            |            |
|            |            |            |
|            |            |            |
| 1948       | 302        |            |
| 1953       | 336        |            |
| 1961       | 322        |            |
| 1971       | 259        |            |
| 1981       | 195        |            |
| 1991       | 119        | 119        |
| 2003       | 72         | 72         |

| \| Componența etnică conform recensământului din 2003[2] \| Componența etnică conform recensământului din 2003[2] \| Componența etnică conform recensământului din 2003[2] \| Componența etnică conform recensământului din 2003[2] \| Componența etnică conform recensământului din 2003[2] \| \| ----------------------------------------------------- \| ----------------------------------------------------- \| ----------------------------------------------------- \| ----------------------------------------------------- \| ----------------------------------------------------- \| \| \| \| \| \| \| \| Sârbi \| Sârbi \| \| 43 \| 59,72% \| \| Muntenegreni \| Muntenegreni \| \| 29 \| 40,27% \| \| necunoscută \| necunoscută \| \| 0 \| 0% \| |              |  |    |        |
| Componența etnică conform recensământului din 2003 |              |  |    |        |
| |              |  |    |        |
| Sârbi | Sârbi        |  | 43 | 59,72% |
| Muntenegreni | Muntenegreni |  | 29 | 40,27% |
| necunoscută | necunoscută  |  | 0  | 0%     |